# Niphecyra interpres
Niphecyra interpres là một loài bọ cánh cứng trong họ Cerambycidae.